# Hrabstwo Potter (Dakota Południowa)
Hrabstwo Potter (ang. Potter County) – hrabstwo w stanie Dakota Południowa w Stanach Zjednoczonych. Obszar całkowity hrabstwa obejmuje powierzchnię 898,43 mil² (2326,92 km²). Według szacunków United States Census Bureau w roku 2009 miało 2053 mieszkańców.
Hrabstwo powstało w 1875 roku.

## Miejscowości
- Gettysburg
- Hoven
- Lebanon
- Tolstoy[4]